# Cape Coast Sports Stadium
Estadio de Deportes de Costa de Cabo es un estadio multipropósito en Costa de Cabo, Región Central, Ghana.  Se usa principalmente para partidos de fútbol y es el estadio de Ebusua Dwarfs. El estadio tiene capacidad para 15.000 personas.

## Etimología de estadio

### Construcción
Este estadio deportivo fue diseñado por la Corporación Internacional de Ingeniería IPPR de China dirigida por el arquitecto Zhou Jun.

## Características de estadio
El estadio cuenta con una capacidad de estacionamiento para 300 automóviles, dos canchas de básquetbol, una cancha de balonmano y cancha de tenis, y una instalación cubierta que se puede usar para cualquier juego de interior.

### Complejo del estadio
El complejo del estadio tiene una instalación con albergue de 22 habitaciones, un bar, cocina, sala de bomberos, salas de almacenamiento, entre otros. Fue diseñado por la Corporación Internacional de Ingeniería IPPR de China dirigida por el arquitecto Zhou Jun.